# Somosaguas
Somosaguas est un quartier résidentiel situé dans la commune de Pozuelo de Alarcón à côté de Madrid (Espagne). 
Il s'agit d'une des zones les plus exclusives, coûteuses et recherchées d'Espagne, appréciée pour sa tranquillité et ses espaces verts tels que le Parc Forestier Adolfo-Suárez.

## Description
Le quartier se divise en deux urbanisations : La Finca, lieu de résidence privilégié des nouvelles fortunes, en particulier dans le milieu sportif et artistique, et Somosaguas, lieu de concentration de la noblesse espagnole et les élites socio-économiques traditionnelles madrilènes.
Il compte de nombreux édifices comme celui de la Radio Télévision Espagnole mais aussi un club de golf, un club hippique, des installations sportives de haut niveau, des villas d'architecte et la célèbre urbanisation privée La Finca, considérée comme la plus sécurisée et inaccessible d'Europe. La Finca inclut les sièges d'entreprises telles que Microsoft et Orange.
Somosaguas accueille également les facultés de psychologie, économie et entrepreneuriat, travail social et sociologie et sciences politiques de la prestigieuse Université complutense de Madrid.
Somosaguas est la résidence de nombreuses personnalités, en particulier des familles nobles à l'image des ducs de Pastrana mais aussi de Karim Benzema, Penélope Cruz, Cristiano Ronaldo ou encore de Louis de Bourbon, prétendant légitimiste au trône de France.